# Братство русской правды
Бра́тство ру́сской пра́вды (БРП) — русская белоэмигрантская политическая организация, образованная в 1921 году в Берлине герцогом Георгием Лейхтенбергским, литератором Сергеем Соколовым-Кречетовым и генералом Петром Красновым, полковником Анатолием Ливеном и другими бывшими участниками белого движения для борьбы с советской властью путём пропаганды на территории СССР, попыток организовать повстанческое движение и террора. БРП активно поддерживали в прессе писатель Александром Амфитеатровым , журналист Владимир Бурцев и уполномоченный по делам русских беженцев в Королевстве СХС - Сергей Палеолог. Поддержка БРП иностранными спецслужбами по-прежнему не доказана. Центральным печатным органом БРП был журнал «Русская Правда», издававшийся в Берлине. Историография организации долгое время была крайне запутана, и некоторые специалисты считали, что БРП никогда не существовала или являлась «литературным проектом». В 2020-х гг., с обнаружением утерянных архивов БРП, подобные теории были опровергнуты 
Департаменты, или отделы, БРП существовали в Австрии, Аргентине, Бельгии, Болгарии, Бразилии, Великобритании, Германии, Греции, Египте, Италии, Канаде, Китае, Корее, Латвии, Литве, Парагвае, Персии, Польше, Румынии, США, Турции, Финляндии, Франции, Чехословакии, Эстонии, Югославии, Японии. В некоторых европейских странах, как например во Франции, БРП имела несколько отделов. В Прибалтике «братчиков» возглавлял  - Анатолий Ливен, на Дальнем Востоке - генерал-лейтенанты Дмитрий Хорват и Михаил Дитерихс, при участии Д. В. Гондатти (или Афиноген Аргунов), в Югославии - Сергей Трегубов, в Америке - Анастасий Вонсяцкий. Деятельность Братства русской правды поддерживал великий князь Николай Николаевич, а в журнале перепечатывались его публикации и выражались симпатии ему как возможному новому правителю России. Братство пользовалось благословением первоиерарха Русской православной церкви заграницей митрополита Антония (Храповицкого).
Братство было связано с организациями Братство Белого Креста и Союз объединённых монархистов, с ней пыталась наладить связь «Крестьянская Россия» — Трудовая крестьянская партия. С РОВС отношения были сложными: официально руководство РОВС запрещало вступать членам БРП, но запрет нарушался, и организации оказывались между собой тесно связаны.
БРП не имела чёткой партийной программы и подчёркивала, что является не политической партией, а лишь «объединением Русских национальных активистов», стремящимся объединить народ вокруг «общерусских лозунгов, всем близких и понятных», выступая за «непредрешенчество», хотя идеологически принадлежала к консервативным частям белого движения: придерживалась идей монархизма и принципа «Единой и Неделимой России» (но без балтийских стран, независимость которых они открыто признали):
Конечная же цель — освобождение России — была тогда мыслима исключительно при лояльном признании независимости новых государственных образований.
В пропаганде БРП отмечают ксенофобию. Анатолий Ливен, будучи одним из лидеров, в качестве идеала видел авторитарный режим по типу латвийского. Подобием программы были «Всероссийские лозунги БРП», декларировавшие: свободу религий; охрану национального быта; равенство перед законом; частную собственность; свободу торговли и промышленности; классовый и сословный мир; беспартийный суд и законопорядок; признание за крестьянами земельной собственности, полученной во время революции; самоуправление; национальную автономию и сохранение единства Русской державы; амнистию за участие в революции и Гражданской войне; созыв Всероссийского Земского Собора для установления нового порядка без комиссаров. В «Русской Правде» публиковались антисемитские анекдоты и частушки, но при этом «на два антисемитских анекдота давался один юдофильский», а Соколов писал:
«Наш враг — комиссар и заядлый коммунист, кто бы он ни был, Русский или нерусский. Из евреев только красный еврей наш враг. Мирного еврейского обывателя, его жену и детей не трогать!»
Одной из ведущих идей БРП была установлении клерикальной власти православного духовенства, а будущей Русской Христианской Державе (или Русскому Христианскому Правительству) противопоставлялся существующий «красный Антихрист», господствующий в СССР. Митрополит Антоний в 1927 году даровал БРП особую «Благословенную Грамоту», освящающую борьбу и «антикрасный террор», а в 1930 году — «Молитву о России БРП».
Для борьбы против большевизма члены Братства русской правды организовали подпольную сеть на территории Советской России, нелегально переправляя своих соратников в СССР. Своими методами политической борьбы БРП считало «повсеместную повстанщину», партизанскую борьбу, низовой террор, саботаж, вредительство (при этом призывалось не верить сфабрикованным процессам над «вредителями» вроде процесса Промпартии) и «братскую пропаганду» идеологии и методов партизанской борьбы. Для пропаганды в Латвии строились радиостанции. Две из них были арестованы (одна была спасена, другую ликвидировали) латвийскими властями по требованию СССР, третья не была построена, так как оказалось, что она финансируется ГПУ НКВД РСФСР.
Первоначально работа БРП была успешной, однако затем ГПУ внедрило в братство своего агента Кольберга (или распустило слух о том, что Кольберг является агентом). Его разоблачение вызвало раскол в руководстве БРП. Отделы в лимитрофах, Бельгии, США, Аргентине и России признавали своим лидером Ливена, бывшего Братом № 1, а парижская и белградская группы — Соколова, сложившего с себя это звание, но возглавлявшего «общий отдел», «Русскую Правду» и пропаганду. Работа БРП активизировалась на фоне коллективизации в СССР, однако в 1932 году начался кризис. 1934 году Соколов распустил Исполнительный центр БРП и объявил о прекращении набора новых членов, активная работа стала затихать и сводиться к «расклейке флажков и маленьких листовок».
Соколов приветствовал приход нацистов к власти в Германии. Б. А. Старков указывает, что «часть „братчиков“ перешла на чисто шпионскую деятельность и с 1931 г. в составе бюро „Нунций“ обслуживала партию Гитлера». Его также приветствовал и Ливен, однако вскоре в нём разочаровался. В 1934 году выяснилось, что Соколов состоит в масонской ложе, после чего правые элементы стали массово выходить из БРП, а на Соколова стали появляться доносы как на масона (что было запрещено в Германии), из-за чего он был вынужден бежать в Париж. Там он умер в 1936 году после болезни. Смерть Соколова значительно ускорила распад БРП. Верные ему отделы возглавил С. Н. Трегубов, утративший с ними связь.
Остатки БРП в Шанхае неоднократно предлагали возглавить организацию Петру Николаевичу Краснову проживающему в Германии, а после его решительного отказа — генерал-майору Н. В. Шинкаренко.
Краснов позже назвал следующие причины прекращения существования БРП: 1) равнодушие и усталость общественности Зарубежной России к «активистской» работе, проявившиеся уже к 1930 г.; 2) зависть и интриги других эмигрантских организаций, прежде всего РОВС; 3) разочарование в деятельности БРП иностранных спецслужб, требовавших исполнения явно нереальных планов, таких как убийство Сталина и взрыв Мавзолея Ленина; 4) тяжелая болезнь самого С. А. Соколова; 5) как следствие предыдущих, полное оскудение казны.